# Gare de Bandol
Gare de Bandol – stacja kolejowa w Bandol, w departamencie Var, w regionie Prowansja-Alpy-Lazurowe Wybrzeże, we Francji. Położona jest na linii Marsylia-Ventimiglia. Jest obsługiwana przez TER Provence-Alpes-Côte d’Azur.